# 当麻創太
当麻 創太（とうま そうた）は、日本の俳優、モデル。宮城県仙台市出身で、株式会社Libalent所属。
元フィギュアスケート選手で第86回日本学生氷上競技選手権大会で優勝。
2017年4月にバーニング養成所に入所し、MIRAIプロダクションに所属していた。2025年1月に株式会社Libalentとエージェント契約をしたことを発表。

## 出演

### 映画
- 「戦隊ヒーロー未知ノ国守ダッチャー」宮城七瀬 役（主役）
- 「身体を売ったら」警察官 役
- 「9 〜ナイン〜」マサル 役

### ミュージカル
- 「WEST SIDE STORY」トニー 役
- 「Sound of Music」司会者 役
- 「赤毛のアン」ギルバート・ブライス 役
- 「未知なる宇宙へ大冒険」ユニフ 役
- 「signs!〜微力だけど無力じゃない〜」古賀健太 役

### 舞台
- 「ジュネス学園演劇部」当麻 役
- 「アプリの王子様」桃田王子 役（主役）
- 「2.5次元『薔薇の香水師』紫風アヤメ 役（主役）
- 「All for one+1」ジャスティン 役
- 「Juliet」黒江大介 役
- 「Been a while」藤堂湊 役
- 「コレクション」隊長 役
- 「RUN・リアル・RUN」武藤遊戯 役

### CM
- 「蒲鉾の鐘崎」
- 「福島県市民交通災害共済」

### 雑誌
- 「いまドキマガジン」
- 「ゼクシィ」
- 「じゃらん東北」
- 「S-Style」